# Plagithmysus molokaiensis
Plagithmysus molokaiensis är en skalbaggsart som beskrevs av Perkins 1927. Plagithmysus molokaiensis ingår i släktet Plagithmysus och familjen långhorningar. Inga underarter finns listade i Catalogue of Life.